# Station L'Étang-la-Ville
Station L'Étang-la-Ville is een spoorwegstation aan de spoorlijn Saint-Cloud - Saint-Nom-la-Bretèche. Het station ligt in de Franse gemeente L'Étang-la-Ville in het departement Yvelines (Île-de-France).

## Geschiedenis
Het station werd op 5 mei 1884 geopend door de Compagnie des chemins de fer de l'Ouest bij de opening van de spoorlijn Saint-Cloud - Saint-Nom-la-Bretèche. Sinds zijn oprichting is het eigendom van de Société nationale des chemins de fer français (SNCF).

## Ligging
Het station ligt op kilometerpunt 27,527 van de spoorlijn Saint-Cloud - Saint-Nom-la-Bretèche.

## Diensten
Het station wordt aangedaan door treinen van Transilien lijn L tussen Paris-Saint-Lazare en Saint-Nom-la-Bretèche - Forêt de Marly.

## Vorig en volgend station
| Richting                               | Vorig station                          | Lijn    | Volgend station | Richting           |
| -------------------------------------- | -------------------------------------- | ------- | --------------- | ------------------ |
| Saint-Nom-la-Bretèche - Forêt de Marly | Saint-Nom-la-Bretèche - Forêt de Marly | Trans L | Marly-le-Roi    | Paris-Saint-Lazare |